# Fauzi Maluf
Fauzi Maluf (en árabe: فوزي المعلوف‎ Fawzī Maʻlūf; Zahlé, 21 de mayo de 1899 - Río de Janeiro, 14 de noviembre de 1930) fue un poeta brasileño de origen libanés. También es conocido como Fawzi Al-Ma'luf o Fawzi Maluf. 
Los Maluf cristianos de Zahlé afirman descender de los gasánidas y han egendrado muchos literatos notables. Exponente del Mahyar en Brasil, comienza a componer textos de corte romántico y simbolista tras emigrar a aquel país. Su obra más famosa es Ibn Hamid aw sukut Gharnata, de estilo romántico, dedicada a la caída del reino de Granada. Su poema Ala bisat ar-rih, publicado en 1929, describe el mundo del migrante, perdido en una inmensidad salvaje. Louis Massignon señaló que las innovaciones métricas surgidas de Maluf y otros en el Círculo Andalusí de San Pablo vincularon el surrealismo con el zajal medieval.
El poeta Elías Konsol escribió una marthiya (poema en tono de homenaje) en su memoria.

## Enlaces externos

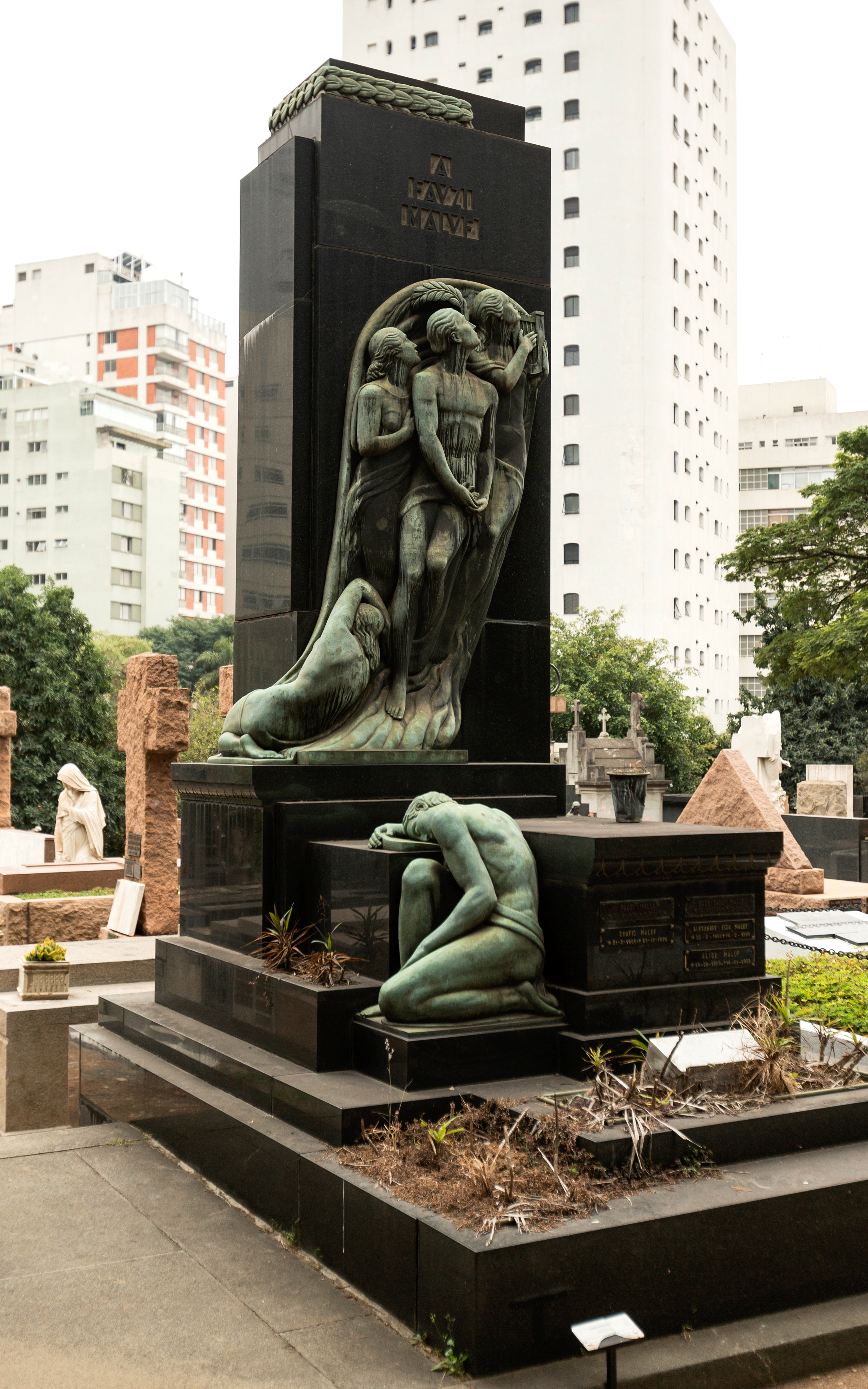
Tumba de Fauzi Maluf y su familia en el Cementerio de la Consolación.